# Хемипареза
Хемипареза или непотпуна парализа, је неуролошки поремећај који се карактерише смањеном функцијом мишића, једне половине тела. Настаје као последица уништења одговарајућег горњег моторног неурона и њихових аксона, или моторних неурона у предњем централном гирусу или кортикоспиналном (пирамидалном) путу начелно изнад нивоа задебљања вратне кичмене мождине.
Хемипареза, по правилу, има церебрално, ретко - кичмено порекло. Брзи развој хемипарезе је важан клинички знак који захтева што брже дијагностичке процедуре.
Од виталног је значаја што пре интегрисати хемипаретичну особу у друштво и охрабрити је у њеним свакодневним животним активностима. У таквим условима уз адекватну кинезитерапију временом неки појединци могу остварити значајан напредак у појединим функцијама.

## Опште информације
Хемипареза је синдром оштећења мозга који доводи до моторичке слабости једне половине тела и праћена је променом сензибилитета, говора, честих психичких и других промене у понашању пацијента.
Хемиплегија је термин који се често користи као синоним за хемипарезу, што није правилно јер она указује на потпуни губитак мишићних функција и вољних контракција.
Након оштећења централног нервног система тонус мускулатуре је снижен или повишен, што зависи од дистрибуције инхибицијских или ексцитацијских импулса. Промене се могу видети при прегледу и испитивању рефлекса. Пацијент не може вољно померати делове тела, или их може покренути с великим потешкоћама. Занимљиво је да су запаљењске промене у зглобовима узроковане хроничним артритисом, код хемипарезе обично мање изражене на тој страни тела.
Код особа са хемипарезом често се јавља компензација нормалне стране, чија појачана активност производи абнормално стање и кроз одређени период води у оштећење обе стране тела. Како је функционисање преосталих мишића захваћених делимичним или потпуним пресецањем инхибицијских путева очувано, ствара се абнормална постурална адаптација, што узрокује асиметричност а тиме лош или неадекватан баланс, који прати неправилно извођења аутоматских покрета. С обзиром на то да су постурална адаптација и аутоматски покрети, као подлога и пратња у извођењу вољних покрета, измењени, они се не изводе на правилан начин. ИТо доводи до хемипаретичниог хода, који се карактерише спорим и асиметричним корацима са сиромашном селективном моторном контролом, одложеном и поремећеном реакцијом равнотеже, те смањеним преносом тежине на паретичну страну, чиме се повећава ризик од пада.

## Етиологија
Хемипареза је стање које је најчешће узроковано можданим ударом или церебралном парализом, иако може бити узроковано:
- Болестима органа за циркулацију крви (мождани удар, пролазни исхемијски напад, инфективни ендокардитис, церебрално крварење).
- Повредама, тровањима и неки други спољашњи узроци (нпр траума главе).
- Болестима нервног система (церебрална парализа, церебрални апсцес, менингитис, енцефалитис, мултипла склероза, инфантилна хемиплегија).
- Шећерном болести.[9]
- Трудноћа, порођај и постпорођајни период (порођајна траума).
- Тумоима мозга.
- Конгениталним аномалијама, деформитетима и хромозомским аберацијама (Стурге-Веберов синдром, Брусхфиелдова болест, Клиел-Фајлов синдром, церебрална агенеза).[10][11][12][13][14][15][16][17]

## Клиничка слика
Клиничком сликом доминира нарушена функција једне половине тела коју болесник може да помера, због смањене снага мишића. Губитак способности повезаних са можданим ударом, па самим тим и знаци и симптоми хемипарезе зависи од подручја оштећења мозга особе.
Основне крактеристике клиничке слике су:
- потешкоћа при кретању,
- тешко одржавање равнотеже,
- потешкоће у заузимању усправног положаја.

Због тога, обављање свакодневних активности као што су одевање, јело, хватање предмета или коришћење купатила може бити отежано.
Брзи развој хемипарезе је важан клинички знак који омогућава убрзавање дијагностичке претраге.
Изненада развијена или веома брзо напредујућа хемипареза
Овај облик хемипарезе карактерише:
- Ход (најчешћи узрок).
- Волуметријско образовање у мозгу са псеудо-апсцесним протоком.
- Краниоцеребрална повреда.
- Енцефалитис.
- Постичностно стање.
- Мигрена са ауром (хемиплегична мигрена).
- Дијабетесна енцефалопатија.
- Вишеструка склероза.
- Псеудопареза.

Субакутно или полако развијање хемипарезе
Овај облик хемипарезе карактерише:
- Мождани удар
- Тумор мозга.
- Енцефалитис.
- Вишеструка склероза.
- Атрофични кортикални процес

## Дијагноза
Хемипареза се идентификује клиничким прегледом од стране здравственог радника, попут физиотерапеута или лекара. 
Радиолошке студије попут ЦТ -а или снимања мозгаи кичмене мождине магнетном резонанцом треба користити за потврду повреде мозга и кичмене мождине. Како се ове претраге саме не могу користити за идентификацију поремећаја кретања, оне се допуњују испитивањем цереброспиналне течности; ЕЕГ; евоцираних потенцијала различитих модалитета; ултразвучна доплерографија главних артерија главе, хематолошким и метаболичким тестовима. 
Појединци који развију нападе могу проћи тестове како би утврдили где је фокус вишка електричне активности.
Пацијенти са хемипарезом обично показују карактеристичан ход, који карактеришу спори и асиметрични кораци са лошом селективном  моторном контролом, одложеном и поремећеном реакцијом равнотеже  и смањеним преношењем тежине на паретичну страну, чиме се повећава ризик од пада.

## Терапија
Терапија се заснива на лечењу основног узрока који је довео до појаве хемипарезе и интензивна и дуготрајна кинезитерапија.
Физикална терапија је важан део третмана, јер помаже болеснику да поврати контролу над својим мишићима док развија снагу мишића. Физиотерапеути такође помажу особама са хемипарезом да примене разне трикове и савете који им могу помоћи да се успешније крећу и како да искористе пуну снагу мишића обе стране тела.
У терапији се могу применити и помоћни уређаји који укључују ходалице, протезе и инвалидска колица, јер могу такође бити од помоћи људима који имају потешкоће са ходањем.

## Прогноза
Хемипареза није прогресивни поремећај, осим у прогресивним стањима као што је растући тумор на мозгу. Када се повреда појави, симптоми се не смеју погоршати.
Међутим, због недостатка покретљивости могу настати компликације, које могу укључивати:
- укоченост мишића и зглобова,
- губитак аеробне способности,
- грчеве мишића,
- појаву декубитуса и крвних угрушака.

Изненадни опоравак од хемипларезе је веома редак. Многи појединци ће имати ограничен опоравак, али ће се код већине стање побољшава након интензивне специјализоване рехабилитације. На основу резултата истраживања утврђено је да...специјализована и високо индивидуализована медицинска гимнастика - кинезитерапија доводи до значајног побољшања у квалитету активности хода и функционалном опоравку пацијената.
Потенцијал за напредовање може се разликовати у церебралној парализи, од оног код стечених повреда мозга.